# Metazygia yobena
Metazygia yobena är en spindelart som beskrevs av Levi 1995. Metazygia yobena ingår i släktet Metazygia och familjen hjulspindlar. Inga underarter finns listade i Catalogue of Life.